# Ompok canio
Ompok canio és una espècie de peix de la família dels silúrids i de l'ordre dels siluriformes.

## Distribució geogràfica
Es troba al nord-est de Bengala.